# Plumpsklo

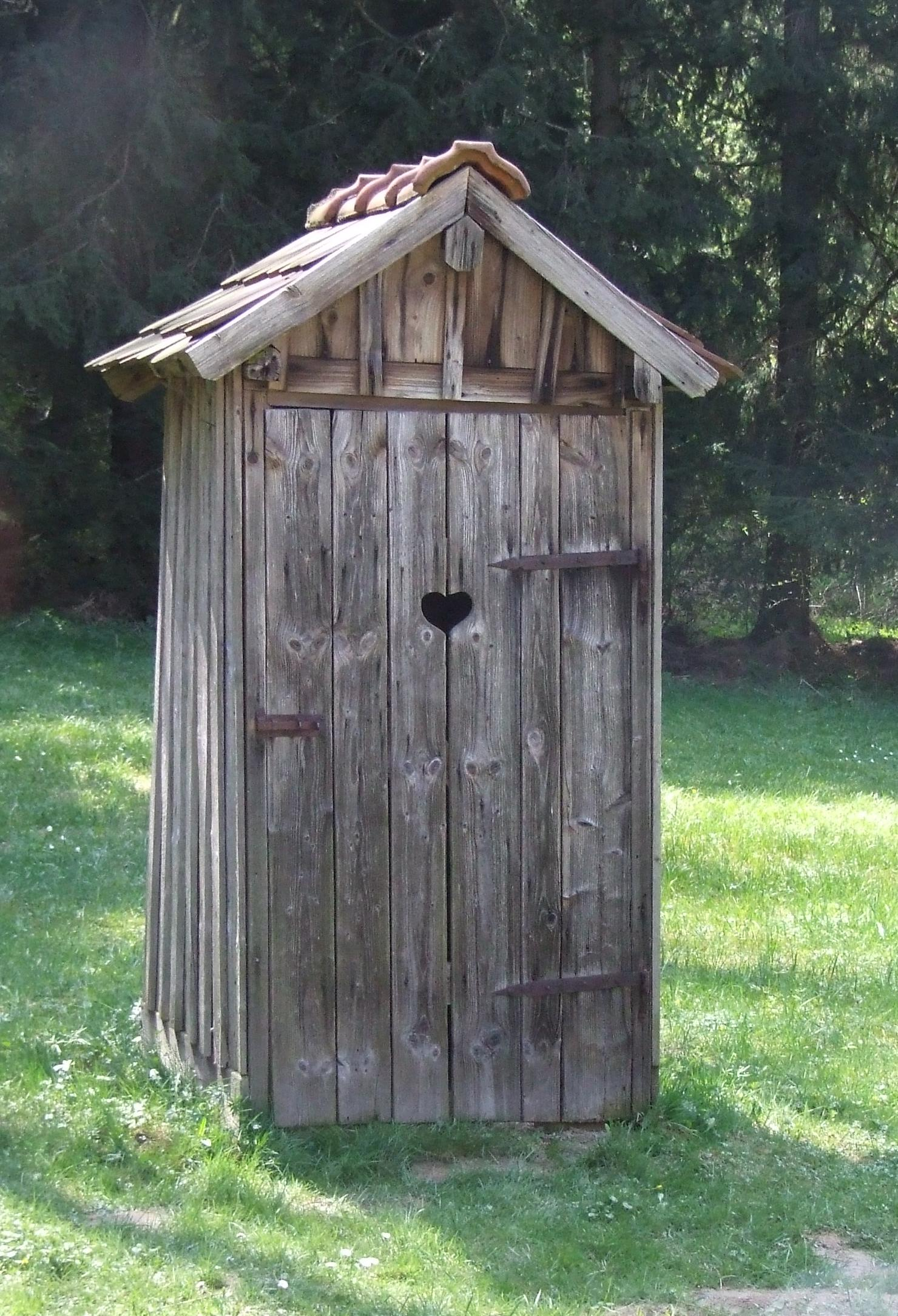
Plumpsklo mit traditionellem Herz-Loch in der Tür

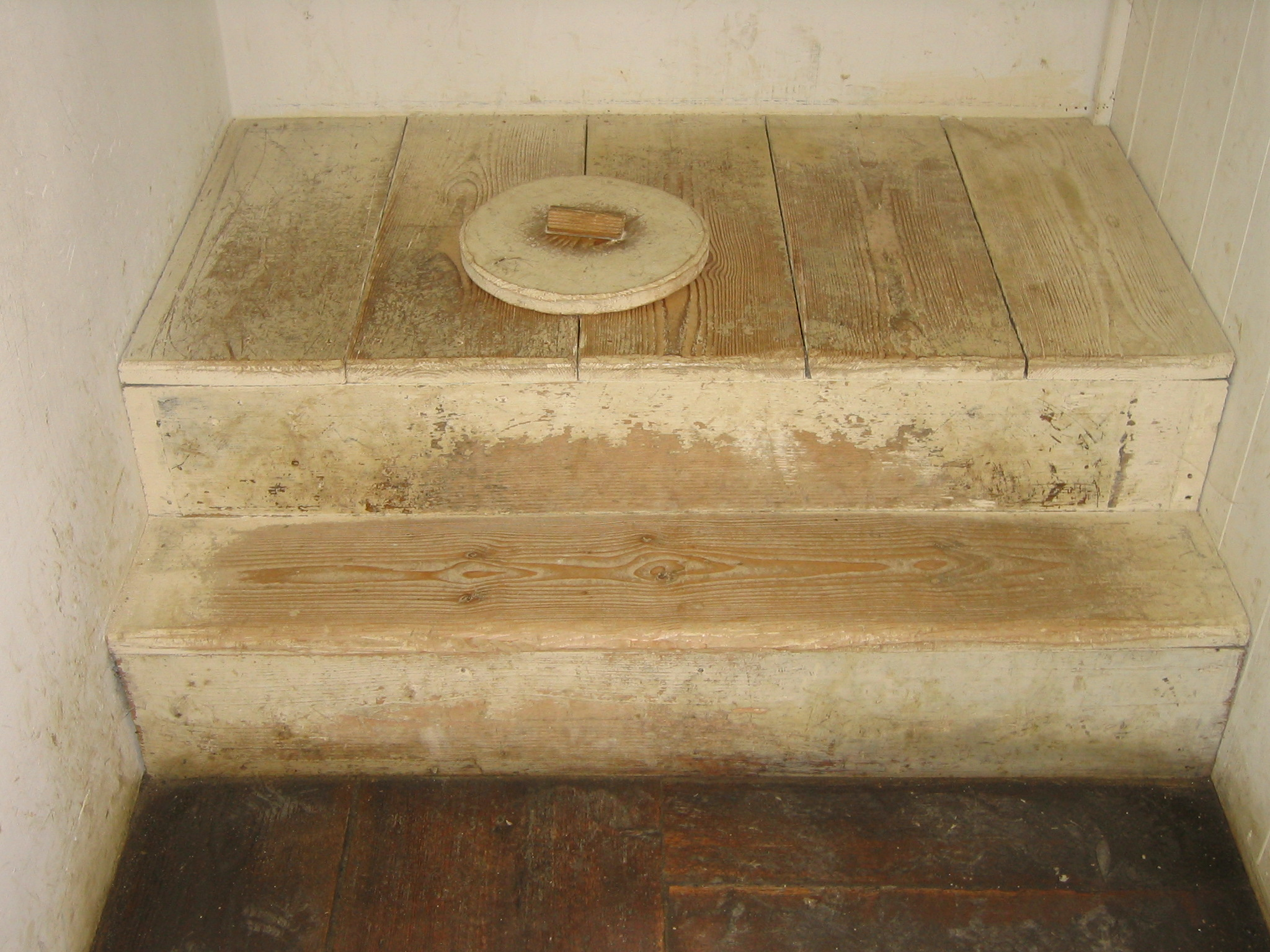
Plumpsklo im Gebäude

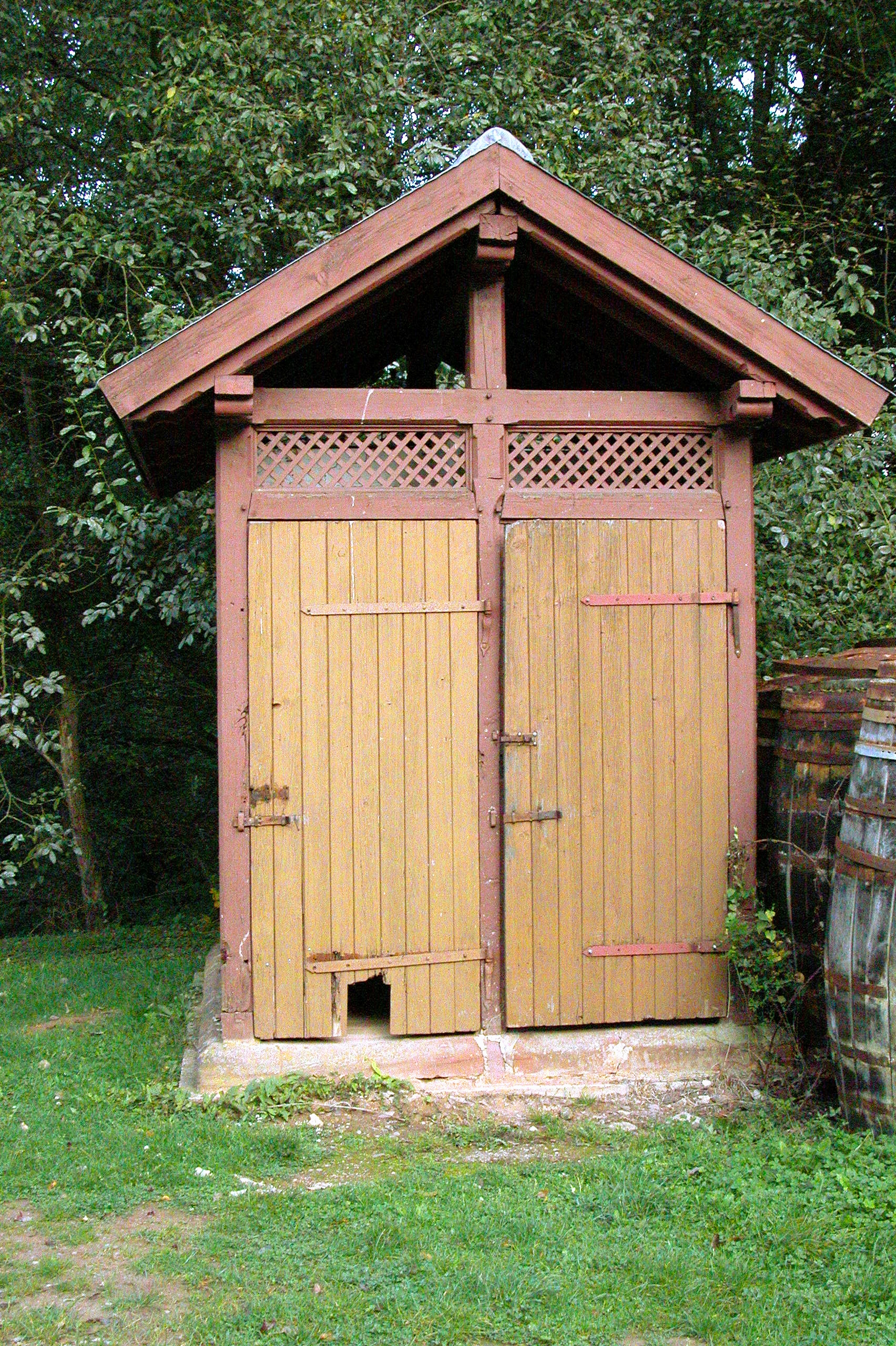
Schultoilette aus Portz um 1900 im Freilichtmuseum Roscheider Hof

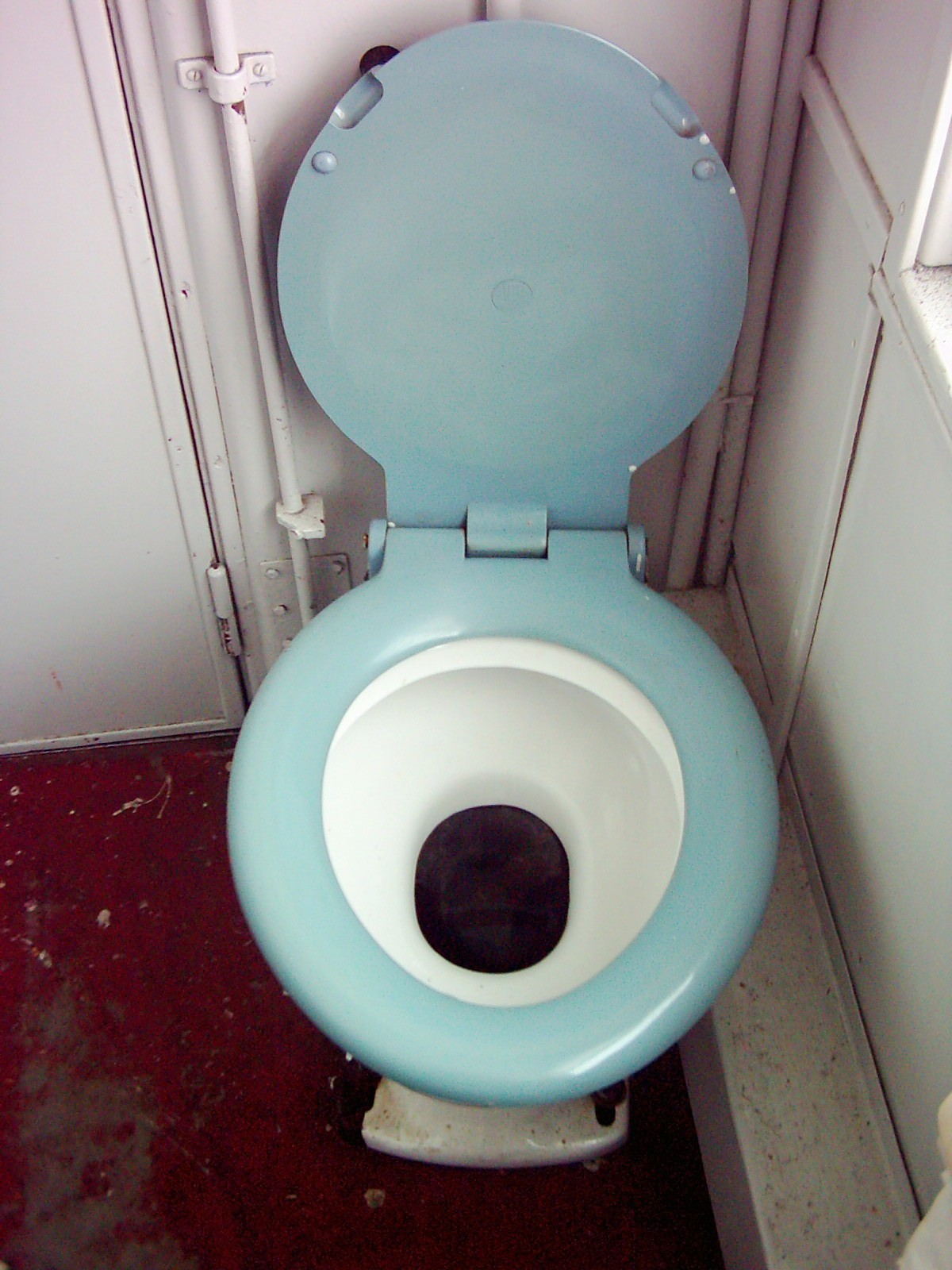
Zugtoilette mit Fallrohr

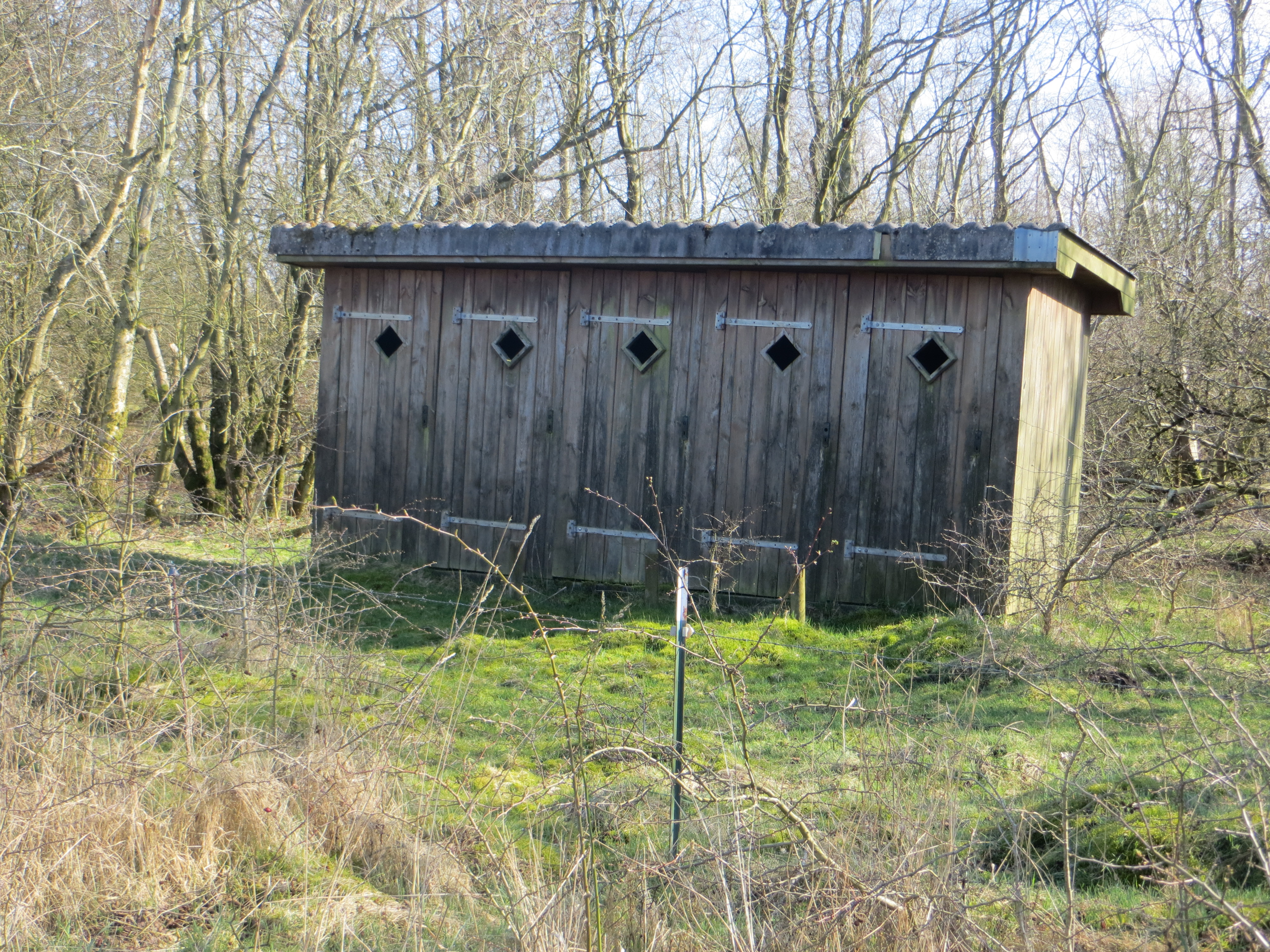
Reihenplumpsklo der Bundeswehr (ehemaliger Truppenübungsplatz Jägerslust)

Plumpsklo ist der umgangssprachliche Begriff für eine Toilette ohne Wasserspülung (Trockentoilette), bei der der Kot samt Urin in einen Kasten oder eine Grube fällt (plumpst) und dort verbleibt, bis die Grube beziehungsweise der Kasten gefüllt ist und der Inhalt entsorgt wird. Alternativ wird die Grube – Sickergrube genannt – zugeschüttet und eine neue in einiger Entfernung ausgehoben; dieser Vorgang wiederholt sich zyklisch („wanderndes Plumpsklo“). Plumpsklos sind von anderen Trockentoiletten, wie zum Beispiel Komposttoiletten oder Trockentrenntoiletten, zu unterscheiden.

## Historisches
Im alten Rom waren Plumpsklos mit mehreren Sitzen (ohne Trennwand) zur Benutzung durch mehrere Personen gleichzeitig verbreitet.  Dort galt der Toilettengang als gesellige Angelegenheit, Händler konnten über Geschäftliches reden, noch heute spricht man von der Verrichtung des Geschäfts. Das Plumpsklo kann als Weiterentwicklung des Stehklos mit einem horizontal angebrachten Balken zum Sitzen (im Volksmund „Donnerbalken“) angesehen werden.
In Städten ohne Abwasserentsorgung waren Plumpsklos früher weit verbreitet. Die Fäkalien wurden in Jauchegruben gesammelt und regelmäßig abgepumpt. Der Komfort dieser Toiletten war weitgehend den Wasserklosetts nachempfunden. Gespült wurde aber nicht, sondern stattdessen eine Klappe am unteren Ende des Keramikbeckens geöffnet und bei Bedarf mit etwas Wasser aus einer danebenstehenden Kanne nachgeputzt.
Eine Sonderform des Plumpsklos ist der sogenannte „Freischwinger“. Im ersten Stock gelegen, meist giebelseitig direkt über dem Stallmisthaufen gelegen, befand sich in einem erkerähnlichen Anbau der sogenannte Abtritt oder Abort. Zur Reinigung wurde das direkt daneben gelagerte weiche Spätheu (Grummet) verwendet. Die Fäkalien fielen auf den Misthaufen oder bei Burgen und Schlössern ins freie Gelände. Siehe hierzu Aborterker.

## Archäologie
Im archäologischen Bereich werden Sickergruben unter einem Plumpsklo als Kloaken bezeichnet. Während des Mittelalters und in der Frühen Neuzeit wurden sie in Städten neben ihrer Funktion als Toilette auch zur Entsorgung von Abfällen aller Art genutzt. Bei Ausgrabungen finden sich daher in ihnen oft Alltagsgegenstände. Dazu zählen vor allem Keramik- und Glasfunde. In Kloaken herrschen in vielen Fällen ausgezeichnete Erhaltungsbedingungen für organische Materialien (z. B. Holz, Leder), so dass hier Gebrauchsgegenstände geborgen werden können, die sonst nicht überdauert hätten. Die Erhaltung ist durch die Lage im Einflussbereich des Grundwassers und die kompakte Lagerung der Fäkalienschichten bedingt. Da keine Durchlüftung herrscht, wird die Zersetzung der Kloakensedimente gehemmt.

## Plumpsklos heute
Insbesondere in ärmeren Ländern sind Plumpsklos auch heute noch häufig zu finden.
Auch in den ländlichen Gegenden Schwedens und Finnlands kommen Plumpsklos noch relativ häufig vor. Man findet sie vor allem im Zusammenhang mit älteren Gebäuden, die heute als Freizeithäuser (Stuga, Mökki) verwendet werden. Die schwedische Bezeichnung ist „Dass“ oder „Utedass“ (Außenklo), was auf den Artikel im deutschen Begriff „das Haus“ zurückzuführen ist. Für die Entsorgung der Fäkalien sorgt gegen Gebühr die Gemeinde. Ein Entsorgungsabonnement kann auf die Sommermonate beschränkt werden. Auch an schwedischen Stränden oder in finnischen Nationalparks werden Plumpsklos aufgestellt.
Laut einer Entscheidung des LG Hamburg reicht für ein Ferienhaus auf einem naturbelassenen Grundstück ein Plumpsklo aus, ohne dass der Vermieter explizit darauf hinweisen muss.

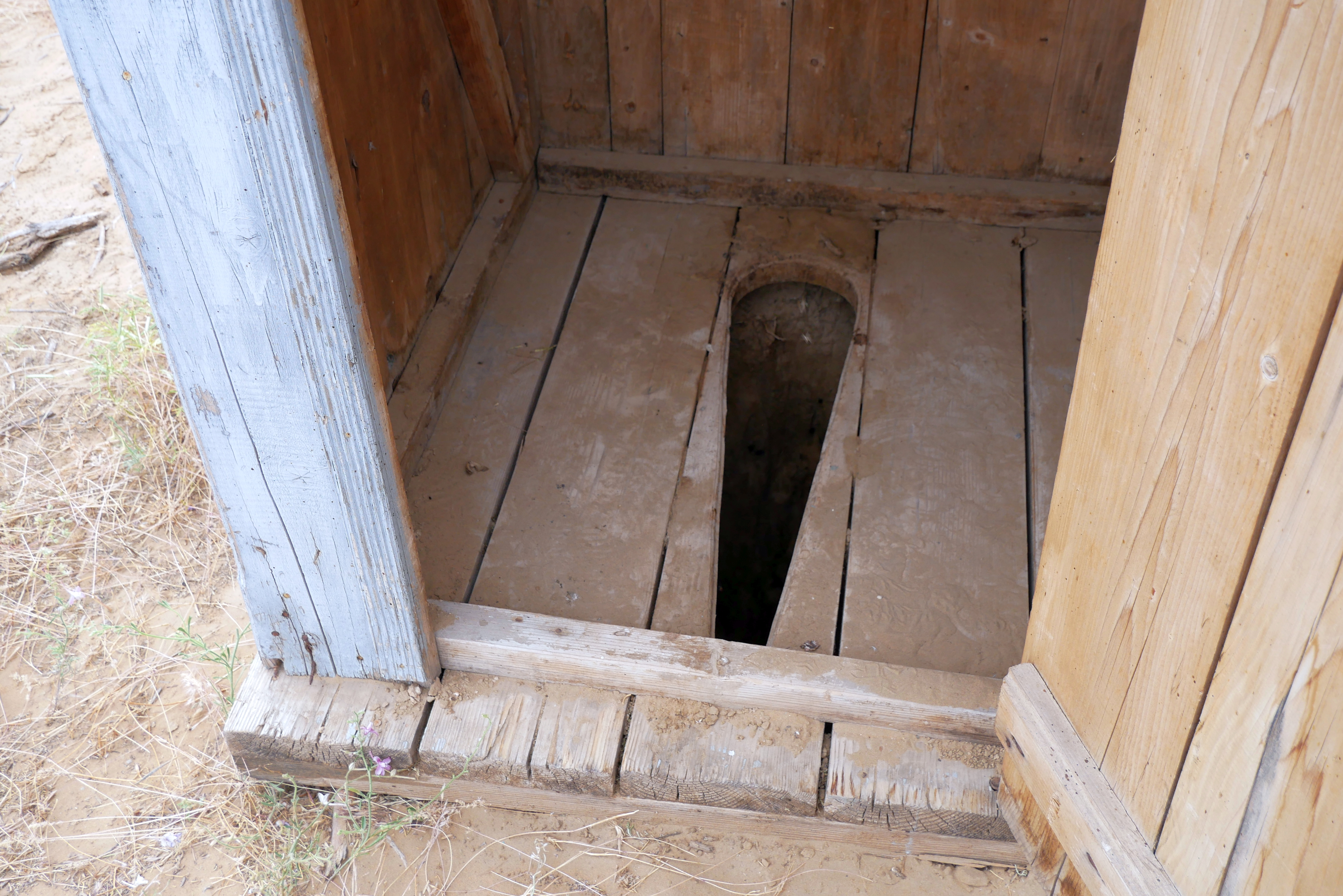
Steh-Plumpsklo am Aydarsee in Usbekistan

## Plumpsklos in Eisenbahnzügen
Bis heute finden Plumpsklos (Fallrohrtoilette; „Offene Bauart“) in Eisenbahnzügen Verwendung. Dabei werden Fäkalien und Urin durch eine Klappe und ein Gummi- und/oder Metallrohr auf die Gleise abgelassen, weswegen der Gebrauch in Bahnhöfen verboten ist. Vorteilhaft ist, dass diese Toiletten kaum Wartung benötigen. Abgesehen von der regelmäßigen Reinigung muss gelegentlich der über der Decke angebrachte Wassertank nachgefüllt und Toilettenpapier nachgelegt werden. Außerdem sind die dicken Fallrohre relativ unempfindlich gegen Verstopfungen. Nachteilig ist die Verschmutzung von Schwellen, des Bahndamms und unterhalb von Brücken und Viadukten gelegener Grundstücke (siehe Rendsburger Hochbrücke #Informatives) oder gar der sich dort aufhaltenden Personen mit Fäkalien.
In deutschen Zügen sind Plumpsklos inzwischen weitgehend durch Vakuumtoiletten ersetzt worden, die ein geschlossenes Abwassersystem erlauben.
Offene Zugtoiletten sind auch bei Baustellen für die Arbeiter eine zusätzliche Belästigung. Auf der Baustelle im unterirdischen Teil des Zürcher Hauptbahnhofs führte die Verschmutzung durch Fäkalien im Herbst 2011 sogar zum Streik der Bauarbeiter. Bei den Schweizer SBB hatten 2011 noch 42 % der Züge oder rund 1300 Wagen offene Toiletten, die erst bis 2019 komplett umgerüstet oder ersetzt werden sollten.
Hochgeschwindigkeitszüge können nicht mit Toiletten dieser Bauart ausgestattet werden, da die bei Einfahrt in einen Tunnel mit hoher Geschwindigkeit entstehenden Luftdruckschwankungen den Inhalt des Fallrohres zurückdrücken könnten. Bei Hochgeschwindigkeitszügen mit Druckkabine wäre eine offene Verbindung nach außen ohnehin nicht möglich.

## Andere Toiletten
- Aborterker
- Chemie-Toilette
- Donnerbalken
- Hocktoilette
- Komposttoilette
- Mobile Toilettenkabine
- Trockentrenntoilette